# Comunități etnice în România

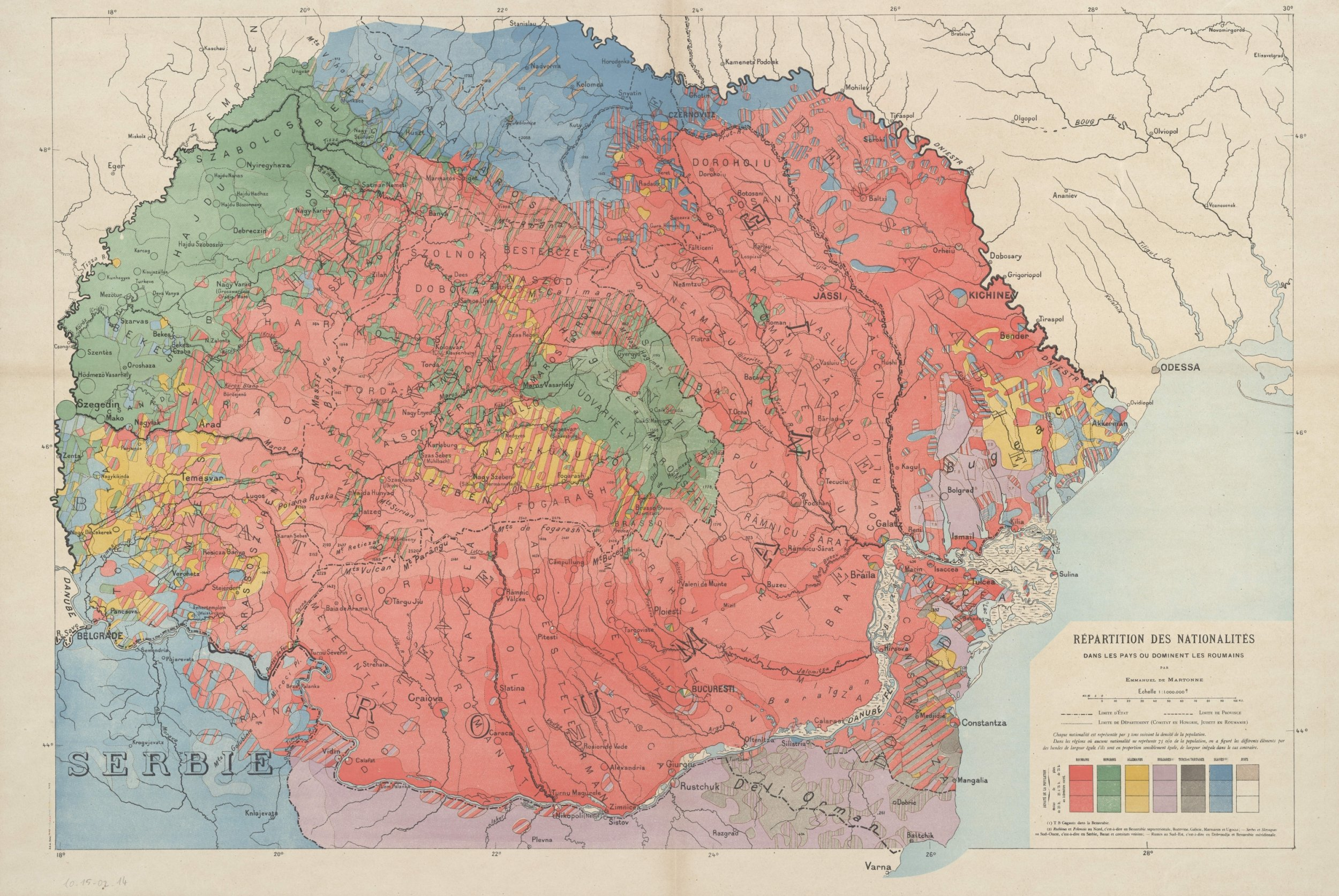
Repartiția naționalităților în țările unde predomină românii (1919), hartă a geografului francez Emmanuel de Martonne.

În România trăiesc alături de comunitatea românească diferite alte comunități etnice minoritare, fiecare cu tradiții culturale, lingvistice și religioase specifice. Regiunile cu cea mai mare diversitate etnică din România sunt Transilvania, Banatul, Bucovina și Dobrogea. În zonele cu diversitate etnică mai redusă, precum Oltenia și Moldova, se manifestă cea mai mică deschidere față de pluralismul etnic, dar și față de cel politic.

## Statistici
Conform recensământului din anul 2011, populația minoritară reprezintă un procent de circa 11% din totalul de 20,1 milioane de locuitori. Cele mai importante minorități din România sunt cea romii – 1,85 milioane de locuitori (8,32%), fiind urmați de 
maghiară – 1,23 milioane de locuitori (6,10%), ucraineni – 50,9 mii de locuitori (2,44% din minoritari), germani – 36 de mii (1,73%), turci – 27,7 mii (1,33%), ruși-lipoveni – 23,49 mii (1,13%) și cu sub 1% pondere (fiecare) din minoritari (20 de mii de locuitori sau mai puțin) – tătari, sârbi, slovaci, bulgari, croați, greci, evrei, italieni, polonezi, cehi, bosniaci și alte minorități. De asemenea in România se află si comunități de arabi, afro-români, chinezi, vietnamezi, indieni, pakistanezi etc.
| Etnie         | Recensământul din 2002 | Recensământul din 2011 | Recensământul din 2021 |
| ------------- | ---------------------- | ---------------------- | ---------------------- |
| Romi          | 535.140                | 621.573                | 1.850.000              |
| Maghiari      | 1.431.807              | 1.227.623              | 1.002.151              |
| Ucraineni     | 61.098                 | 50.920                 | 45.835                 |
| Germani       | 59.764                 | 36.042                 | 22.907                 |
| Ruși-lipoveni | 35.791                 | 23.487                 | 19.394                 |
| Turci         | 32.098                 | 27.698                 | 20.945                 |
| Tătari        | 23.935                 | 20.282                 | 18.156                 |
| Sârbi         | 22.561                 | 18.076                 | < 16.868               |
| Slovaci       | 17.226                 | 13.654                 | 10.232                 |
| Bulgari       | 8.025                  | 7.336                  | 5.975                  |
| Croați        | 6.807                  | 5.408                  | < 16.868               |
| Greci         | 6.472                  | 3.668                  | 2.086                  |
| Evrei         | 5.785                  | 3.271                  | 2.378                  |
| Cehi          | 3.941                  | 2.477                  | 1.576                  |
| Polonezi      | 3.559                  | 2.543                  | 2.137                  |
| Italieni      | 3.288                  | 3.203                  | –                      |
| Chinezi       | 2.243                  | 2.017                  | –                      |
| Armeni        | 1.780                  | 1.361                  | 1.213                  |
| Ceangăi       | 1.266                  | 1.536                  | –                      |
| Macedoneni    | 731                    | 1.264                  | –                      |
| Altă etnie    | 16.119                 | 18.524                 | < 26.117               |
| Nedeclarată   | 1.941                  | 1.236.810              | 2.484.926              |

În anul 2015, 230.000 de oameni care trăiau în România erau născuți în alte țări. Cei mai mulți dintre ei (80.000) veneau din Republica Moldova. Următorii erau italienii, care erau în număr de 30.000, și spaniolii, în jur de 20.000, iar apoi bulgarii, ucrainenii și maghiarii.

## Reprezentare parlamentară
În prezent, 17 minorități au câte un deputat din oficiu, iar cel mai mare partid al maghiarilor, mai precis Uniunea Democrată Maghiară din România (UDMR/RMDSZ) are 21 de mandate de deputat (6,19%) și 9 mandate de senator (6,24%).
Comunitățile etnice din România sunt reprezentate în Parlament de următoarele partide, asociații și formațiuni politice:
- Uniunea Democrată Maghiară din România;
- Uniunea Armenilor din România;
- Uniunea Democrată a Tătarilor Turco-Musulmani din România;
- Uniunea Democrată Turcă din România;
- Uniunea Polonezilor din România (Dom Polski);
- Asociația Italienilor din România;
- Uniunea Ucrainenilor din România;
- Asociația Macedonenilor din România;
- Uniunea Culturală a Rutenilor din România;
- Forumul Democrat al Germanilor din România;
- Uniunea Sârbilor din România;
- Comunitatea Rușilor Lipoveni din România;
- Asociația Liga Albanezilor din România;
- Uniunea Democratică a Slovacilor și Cehilor din România;
- Uniunea Bulgară din Banat-România;
- Asociația Partida Romilor Pro-Europa;
- Uniunea Croaților din România;
- Federația Comunităților Evreiești din România;
- Uniunea Elenă din România.

## Mecanisme în Guvern
La nivelul Executivului, Guvernul României are în structura sa un Departament pentru Relații Interetnice. Acesta funcționează în baza Hotărârii de Guvern nr. 111/2005.